# Римо
Римо́ I (7385 м) — самый высокий пик хребта Римо-Музтаг, находится в его северной части, в Каракоруме, в 20 км к северо-востоку от ледника Сиачен. Римо значит «полосатая гора». Ледник Римо питает реку Шайок.
В массиве 4 пика: Римо I, Римо II (7373 м), а также Римо III (7233 м) и Римо IV (7169 м) (оба независимые пики севернее Римо I). С массива Римо спускается несколько ледников: Центральный Римо (на северной стороне), Южный Римо (на восточной стороне), и маленький ледник Северный Теронг (на западной стороне).
До XX века иностранцы практически не посещали эти труднодоступные места. Путешественник Филиппо де Филиппи и Фелип, и Дженни Виссер посетили его 1914 и 1929 годах соответственно. С середины XX века армии Индии и Пакистана заняли район Сиачен и закрыли доступ на него для гражданских лиц.
Первые попытки покорения были в 1978 предприняты японцами — безуспешно, в 1984 году (к тому времени индийская армейская экспедиция уже покорила Римо IV) и в 1985 году (хорошо организованная индийско-британская экспедиция под руководством известного исследователя Гималаев Хариша Кападьи). Экспедиция поднялась на Римо III (Дейв Вилкинсон и Джим Фозерингхам), но подъём на Римо I был неудачен.
Наконец, в 1988 индийско-японская экспедиция с большимими трудностями поднялась на пик с южной стены. На вершину взошли Хукама Сингха и Ёсио Огата.